# Mortery
Mortery település Franciaországban, Seine-et-Marne megyében. Lakosainak száma 139 fő (2022. január 1.). Mortery Rouilly, Provins, Saint-Hilliers, Vulaines-lès-Provins és Chenoise-Cucharmoy községekkel határos.

## Népesség
A település népességének változása:
| Lakosok száma | 158  | 152  | 151  | 149  | 147  | 145  | 142  | 140  | 139  |
|               | 2013 | 2015 | 2016 | 2017 | 2018 | 2019 | 2020 | 2021 | 2022 |